# بابلو مونيز
بابلو مونيز (بالإسبانية: Pablo Muniz Larrosa)‏ هو لاعب كرة قدم أوروغواياني في مركز الدفاع، ولد في 16 أغسطس 1977. لعب مع أتليتيكو بروغريسو ‏.

## وصلات خارجية
- بابلو مونيز على موقع قاعدة بيانات كرة القدم.إي يو (الإنجليزية)
- بابلو مونيز على موقع Soccerway.com (الإنجليزية)